# Белинский, Ефим Семёнович
Ефим Семёнович Бели́нский (25 марта 1925, ст. Заозерная, Рыбинский район, Красноярский край — 16 декабря 1944, Клайпеда) — Герой Советского Союза, командир разведывательного взвода 133-го артиллерийского полка 32-й Верхнеднепропетровской Краснознамённой ордена Суворова стрелковой дивизии 43-й армии 1-го Прибалтийского фронта, лейтенант.

## Биография
Родился 25 марта 1925 года на станции Заозерная Рыбинского района Красноярского края в еврейской семье.
В 1936 семья Белинских переехала в посёлок Северо-Енисейский (Северо-Енисейский район Красноярского края), где 11-летний Ефим продолжил обучение в средней школе.
В 1938 году вступил в ряды ВЛКСМ. В 1939 году вместе с другими учащимися был премирован за отличные успехи в учёбе и примерное поведение туристической путёвкой в  Ленинград.
В 1942 году окончил среднюю школу с отличием.
8 января 1943 года был призван в ряды Красной Армии и направлен в Киевское артиллерийское училище, которое окончил в сентябре 1943 года в звании младшего лейтенанта. 
На фронте с июня 1944 года. 
Свой первый подвиг Ефим Белинский совершил при форсировании реки Прони (Белорусская ССР) 23 июня 1944 года. По возвращении в свою часть из госпиталя после ранения награждён орденом Отечественной войны 2-й степени.
В октябре 1944 года взял на себя командование, заменив тяжелораненного командира батареи. 
За проявленные в бою храбрость и мужество награждён орденом Красной Звезды.
Погиб 16 декабря 1944 года при выполнении разведывательного задания в предместье Клайпеды. Обеспечивая действия разведчиков своей группы, в решающую минуту вступил в неравный бой и закрыл своим телом амбразуру немецкого дзота, спасая от неминуемой смерти своих бойцов (повторив тем самым подвиг Александра Матросова).
Похоронен в братской могиле в деревне Кайряй под Приекуле, Литовская ССР.

## Награды
- Орден Красной Звезды
- Орден Отечественной войны 2-й степени.
- Указом Президиума Верховного Совета СССР от 24 марта 1945 года лейтенанту Ефиму Семёновичу Белинскому присвоено звание Героя Советского Союза (посмертно).

## Память

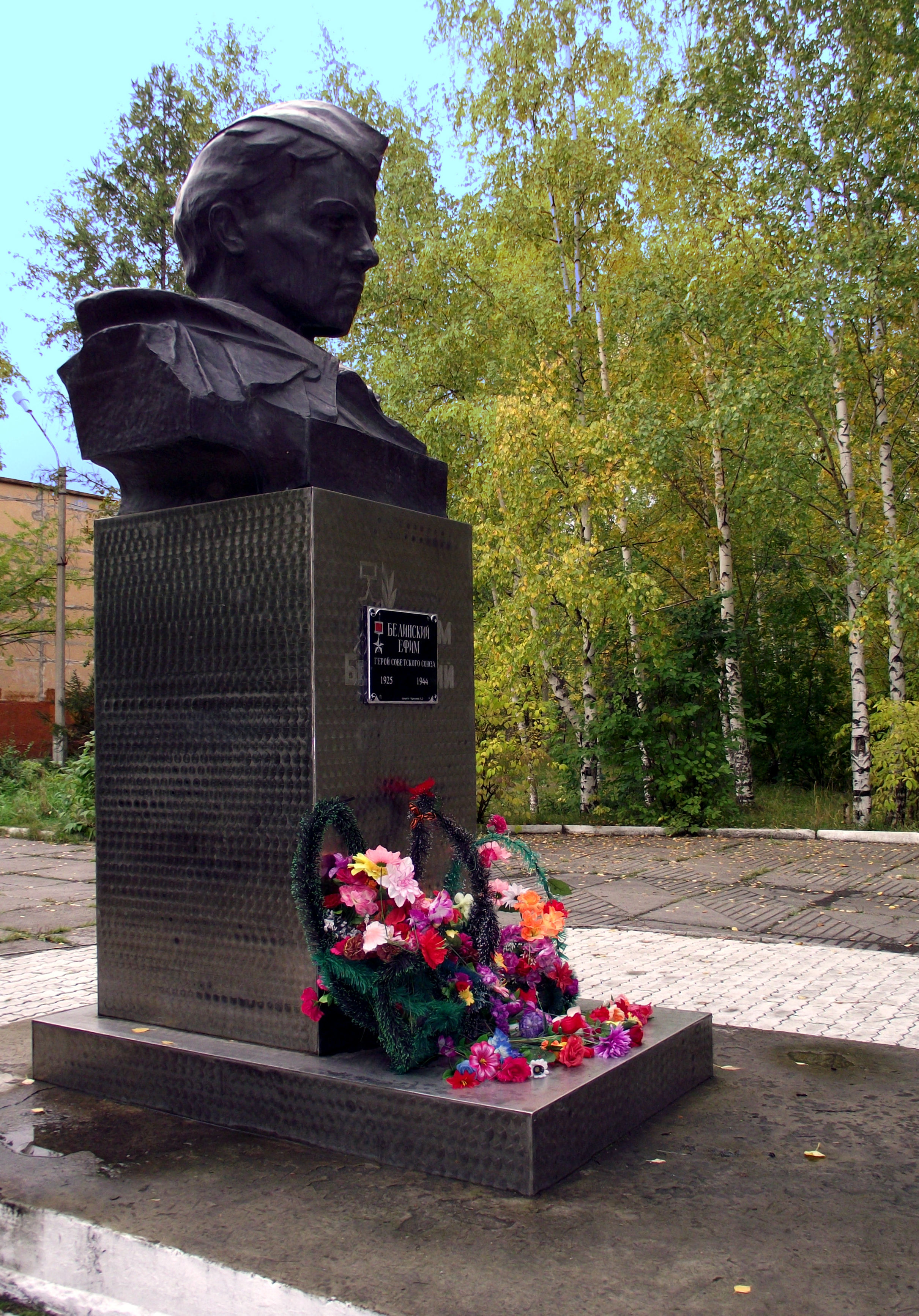
Памятник Е. С. Белинскому в Лесосибирске, перед школой, носящей его имя.

В честь Белинского названа школа, в которой он учился, здесь же располагается и музей. В Северо-Енисейске средняя школа № 1 носит имя Е. С. Белинского. В посёлке Северо-Енисейском и городе Лесосибирске ему установлены памятники.
Именем Белинского названы улицы Заозерного, Лесосибирска и Красноярска.
На месте подвига Ефима Белинского, в двух километрах к югу от Клайпеды (Мемеля), уставлен мемориальный камень. Каждый год жители Клайпеды выезжают за город, чтобы почтить его память.